# Mümliswil-Ramiswil
Mümliswil-Ramiswil is een gemeente en plaats in het Zwitserse kanton Solothurn met 2386 inwoners (2020), op een gemiddelde hoogte van 556 meter (hoogste top: 1204 meter) en maakt deel uit van het district Thal. 

Het dorp heeft sinds 1991 een museum waar (historische) haarkammen en haardrachten te bezichtigen zijn.

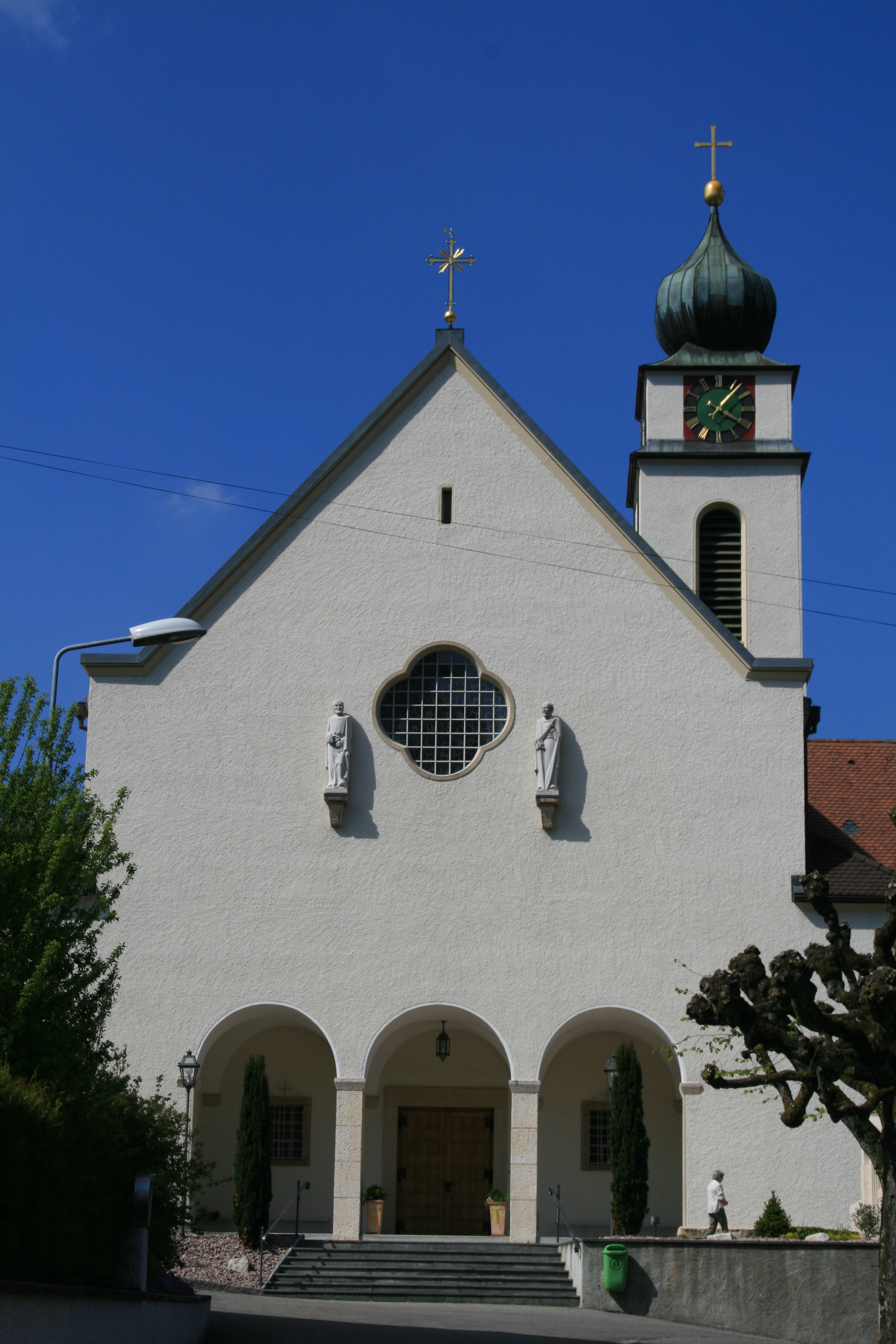